# دایچی اوکومییا
دایچی اوکومییا (انگلیسی: Daichi Okumiya؛ زادهٔ ۲۷ نوامبر ۱۹۸۸) بازیکن فوتبال اهل ژاپن است.